# To byer
To byer (originaltitel: A Tale of Two Cities) er en roman af Charles Dickens fra 1859, hvis handling foregår i London og Paris i tiden før og under den franske revolution. Romanen er solgt i over 200 millioner eksemplarer og er dermed den absolut bedst sælgende roman i historien.